# 王世傑 (金門)
王世傑（1661年2月13日—1721年10月5日），原名公祿，字元安，號世傑，臺灣清治時期墾戶，生於明鄭思明州外東沙（今中華民國福建省金門縣金城鎮珠沙里）人，為清康熙年間（具體時間一說是在康熙五十年，即1711年左右）帶領漢人遷居開發竹塹地區（今臺灣新竹市一帶）的主要人物，興築了隆恩圳，且他及其後代捐獻了土地與香火錢給新竹地區不少廟宇，如新竹都城隍廟、竹蓮寺及「東瀛福地」土地廟等。他後來於巡視水圳時被當地原住民出草襲殺，死後歸葬金門蔡厝太武山麓，其在金門的古厝與古墓已被金門縣政府公告為縣定古蹟。

## 生平
王世傑生於明鄭永曆十五年正月十五日（1661年2月13日），十七年（1663年）清軍從明鄭手中攻下金門、廈門，進行遷界，王世傑與父母王尚春、何媛娘及兩位兄長世什、世傳因而隨鄉人搬到同安縣城，不久父母相繼過世，兄弟三人相依為命。
康熙十三年（1674年）發生三藩之亂，大明延平王鄭經應大清靖南王耿精忠之邀反攻閩南，遷居之金廈居民逐漸重返故鄉，王世傑在此時曾加入鄭軍當軍伕。十九年（1680年）金門再次被清軍攻陷後，王世傑隨鄭軍撤回臺灣。
鄭克塽繼位後，臺灣北路的原住民興兵反抗明鄭，王世傑以運糧官的身分與軍隊前往鎮壓，後來因功獲准以「跑馬定界」賜其拓墾之權，王世傑便挑中竹塹之地。後來因為施琅滅了明鄭，清朝並實施海禁，使王世傑一時無法返鄉招募人力，只能進行小規模開發。
康熙二十七年（1688年），王世傑返回金門與兄長一同到同安城掃墓祭拜父母，並於十月二十日（11月12日）將父母遷葬回金門蘭厝山。而後當清廷對臺政策開放後，王世傑兩度返鄉帶侄孫與鄉親約一百多人回到竹塹拓墾農地，興修水利，奠定漢人在竹塹地區的基礎。其開墾區域以竹塹社社域境內，後來的東門街、暗街仔為基礎，向西北、西南開墾，形成了竹塹北庄與竹塹南庄兩個墾區庄。而王世傑為了照顧留在金門的族人，他在浦邊建了一座二落大厝，並在竹塹設祭田，將其營收送回金門供年節祭祖、修護祖墳、祖厝之用，此一措施直到馬關條約臺灣割讓後才中止。在此同時，為了令其遷居竹塹的鄉親在精神上有所寄託，他從金門請了土地公過來竹塹建廟供奉，為今新竹市東前街的「東門堡福德祠」（俗稱「東瀛福地」）。
《臺灣通史·列傳三·王世傑列傳》記載：「康熙五十餘年，始墾海濱之地：曰大小南勢，曰上下羊寮，曰虎仔山，曰油車港，曰南莊，凡二十有四社，為田數千甲，歲入穀數萬石。既又墾迤南之地：曰樹林頭，曰後湖莊，曰八卦厝，曰南雅，曰金門厝，曰姜寮，曰北莊，凡十有三社。儼然一方之雄矣。」依照竹蓮寺的長生祿位來看，王世傑應該也捐納了監生的功名。
康熙六十年八月十五日（1721年10月5日），王世傑於巡視水圳途中遭到原住民襲殺，首級被取，其族人用金屬鑄一頭入殮，葬於金門蔡厝太武山麓，因為王世傑後代定居臺灣，所以掃墓之事委由留在金門的王世傑兄長後裔代行，王世傑墓亦被稱為「金頭殼墓」。

## 家族
王世傑家族在乾隆初期因為訴訟官司影響開始衰落，後人較知名者有王士俊，為新竹著名仕紳鄭用錫的老師。
王世傑家族之四房、五房聚居於樹林頭境福宮附近，其中五房原在境福街上設有祖祠，其門聯為「世早有蓬萊，詩禮傳家安且吉；傑然開竹塹，公平處世熾而昌」，奉祀「皇明顯考護糧大司馬王公世傑之神位」（研究者張德南認為此官銜與上述協助明鄭鎮壓北路原住民之事有關），後因拆屋而將神位移祀至境福宮中，每年世傑誕辰（元宵節）子孫在此祭祀。

## 紀念
由於王世傑及其後代透過捐地、捐獻田園的大租銀、市街的地基銀等方式修建寺廟，因此新竹地區部分寺廟祭祀之，其中部分神位因寺廟改建消失，目前尚存者有：
1. 樹林頭境福宮中神位及神像－相傳王世傑於建廟時獻地，學者林鍵璋則認為是其子孫或墾號所獻[6]，廟方尊稱為「王府大人」。
2. 新竹都城隍廟「皇清檀越北莊業戶王諱世傑長生祿位」－據《新竹縣採訪冊‧祠廟》記載，王世傑除捐獻廟地外，也將廟前從太爺街到北門城下、東側108間街屋一年的租金4300文捐給城隍廟，現已由廟方收藏保存。[5]
3. 新竹竹蓮寺「皇清檀越主北庄業主監生王世傑、欽賜知州銜候選州同王春塘同立長生祿位」－王世傑於竹蓮寺初建時獻地，其後代奉政大夫王春塘則於同治年間寺廟重建時捐款。[5]